# Karl Sundqvist
Karl Sundqvist, né le 29 novembre 1962 à Karlskrona, est un kayakiste suédois pratiquant la course en ligne.

## Palmarès

### Jeux olympiques
- Médaille d'argent aux Jeux olympiques de 1992 à Barcelone en K-2 1000m avec Gunnar Olsson[1].